# Lauzès
Lauzès är en kommun i departementet Lot i regionen Occitanien i södra Frankrike. Kommunen ligger i kantonen Lauzès som tillhör arrondissementet Cahors. År 2022 hade Lauzès 205 invånare.

## Befolkningsutveckling
Antalet invånare i kommunen Lauzès
| Referens: INSEE |